# Alert Bay
Alert Bay est un village canadien de la Colombie-Britannique dans le district régional de Mount Waddington.

## Démographie
| 2001 | 2006 | 2011 | 2016 |
| ---- | ---- | ---- | ---- |
| 583  | 556  | 435  | 479  |

## Climat
| Mois                                  | jan.       | fév.       | mars      | avril     | mai       | juin     | jui.      | août      | sep.      | oct.      | nov.       | déc.       | année          |
| ------------------------------------- | ---------- | ---------- | --------- | --------- | --------- | -------- | --------- | --------- | --------- | --------- | ---------- | ---------- | -------------- |
| Température minimale moyenne (°C)     | 2,4        | 2,2        | 3         | 4         | 6,4       | 8,5      | 10,2      | 10,4      | 8,3       | 6,1       | 3,5        | 1,8        | 5,6            |
| Température moyenne (°C)              | 4,3        | 4,6        | 6,3       | 7,7       | 10,4      | 12,2     | 14,1      | 14,4      | 12,2      | 9         | 5,5        | 3,6        | 8,7            |
| Température maximale moyenne (°C)     | 6,1        | 7          | 9,6       | 11,4      | 14,3      | 15,8     | 18        | 18,4      | 16        | 11,8      | 7,4        | 5,4        | 11,8           |
| Record de froid (°C) date du record   | −11,1 1917 | −13,6 1989 | −7,8 1955 | −1,7 1972 | 0 1965    | 2,2 1914 | 1,1 1990  | 5,6 1973  | 1,1 1972  | −3,9 1921 | −12,2 1985 | −13,3 1968 | −13,6 1/2/1989 |
| Record de chaleur (°C) date du record | 13,9 1968  | 16,7 1968  | 18,7 1979 | 23,5 1987 | 35,2 1983 | 30 1955  | 29,4 1972 | 33,3 1960 | 27,9 1989 | 23,9 1987 | 17,8 1962  | 15,6 1980  | 35,2 29/5/1983 |
| Précipitations (mm)                   | 215,9      | 149,9      | 109,7     | 103,4     | 78,3      | 79,1     | 45,4      | 62,3      | 76,8      | 209,9     | 249,6      | 193,3      | 1 573,5        |
| dont neige (cm)                       | 6,2        | 12,1       | 1,4       | 0,5       | 0         | 0        | 0         | 0         | 0         | 0,5       | 3,1        | 6,5        | 30,2           |
| Nombre de jours avec précipitations   | 20,9       | 18,2       | 17,8      | 19        | 17,4      | 15,9     | 11,9      | 11,5      | 14,1      | 19,8      | 23,3       | 20,8       | 210,4          |
| Nombre de jours avec neige            | 2,4        | 2,7        | 1         | 0,3       | 0         | 0        | 0         | 0         | 0         | 0,1       | 1          | 2,2        | 9,6            |

| Diagramme climatique                                  |           |           |            |             |             |            |              |           |              |             |             |
| J                                                     | F         | M         | A          | M           | J           | J          | A            | S         | O            | N           | D           |
| 6,12,4215,9                                           | 72,2149,9 | 9,63109,7 | 11,44103,4 | 14,36,478,3 | 15,88,579,1 | 1810,245,4 | 18,410,462,3 | 168,376,8 | 11,86,1209,9 | 7,43,5249,6 | 5,41,8193,3 |
| Moyennes : • Temp. maxi et mini °C • Précipitation mm |           |           |            |             |             |            |              |           |              |             |             |

## Situation
Le village est situé sur la petite île Cormorant au bord du détroit Broughton.

## Personnages célèbres liés à la ville
- Henry Speck (1908-1971), peintre, sculpteur, et danceur Tlawit'sis, y est mort.